# Gauriac
Gauriac ist eine französische Gemeinde mit 737 Einwohnern (Stand: 1. Januar 2022) im Département Gironde in der Region Nouvelle-Aquitaine. Sie gehört zum Arrondissement Blaye und zum Kanton L’Estuaire. Die Einwohner werden Gauriacais genannt.

## Geografie
Gauriac liegt etwa 25 Kilometer nordnordöstlich von Bordeaux am Ästuar Gironde der Garonne. Zum Gemeindegebiet gehört ein Teil der Flussinsel Île du Nord bzw. Île Verte in der Garonne. Umgeben wird Gauriac von den Nachbargemeinden Villeneuve im Nordwesten und Norden, Saint-Ciers-de-Canesse im Norden und Nordosten, Comps im Osten, Bayon-sur-Gironde im Südosten und Süden, Margaux-Cantenac im Südwesten sowie Soussans im Westen.

## Bevölkerungsentwicklung
| Jahr                       | 1962 | 1968 | 1975 | 1982 | 1990 | 1999 | 2006 | 2013 | 2020 |
| Einwohner                  | 863  | 927  | 838  | 857  | 809  | 826  | 840  | 790  | 721  |
| Quellen: Cassini und INSEE |      |      |      |      |      |      |      |      |      |

## Sehenswürdigkeiten
- Kirche Saint-Pierre
- Schloss Poyanne
- Wrack des italienischen Tankers „Le Frisco“ bei Gauriac, der im August 1944 von der deutschen Marine versenkt wurde

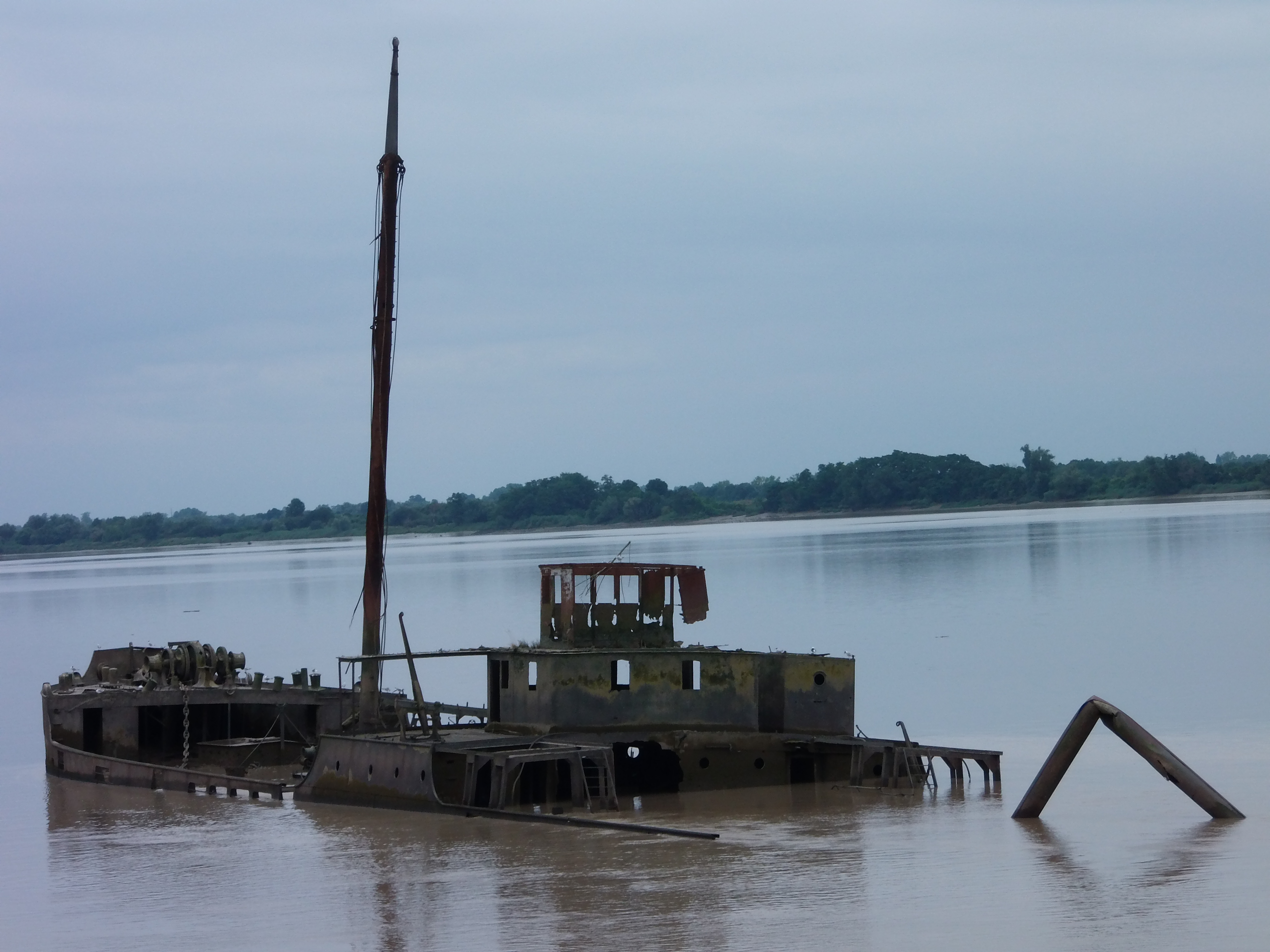
Wrack der „Le Frisco“
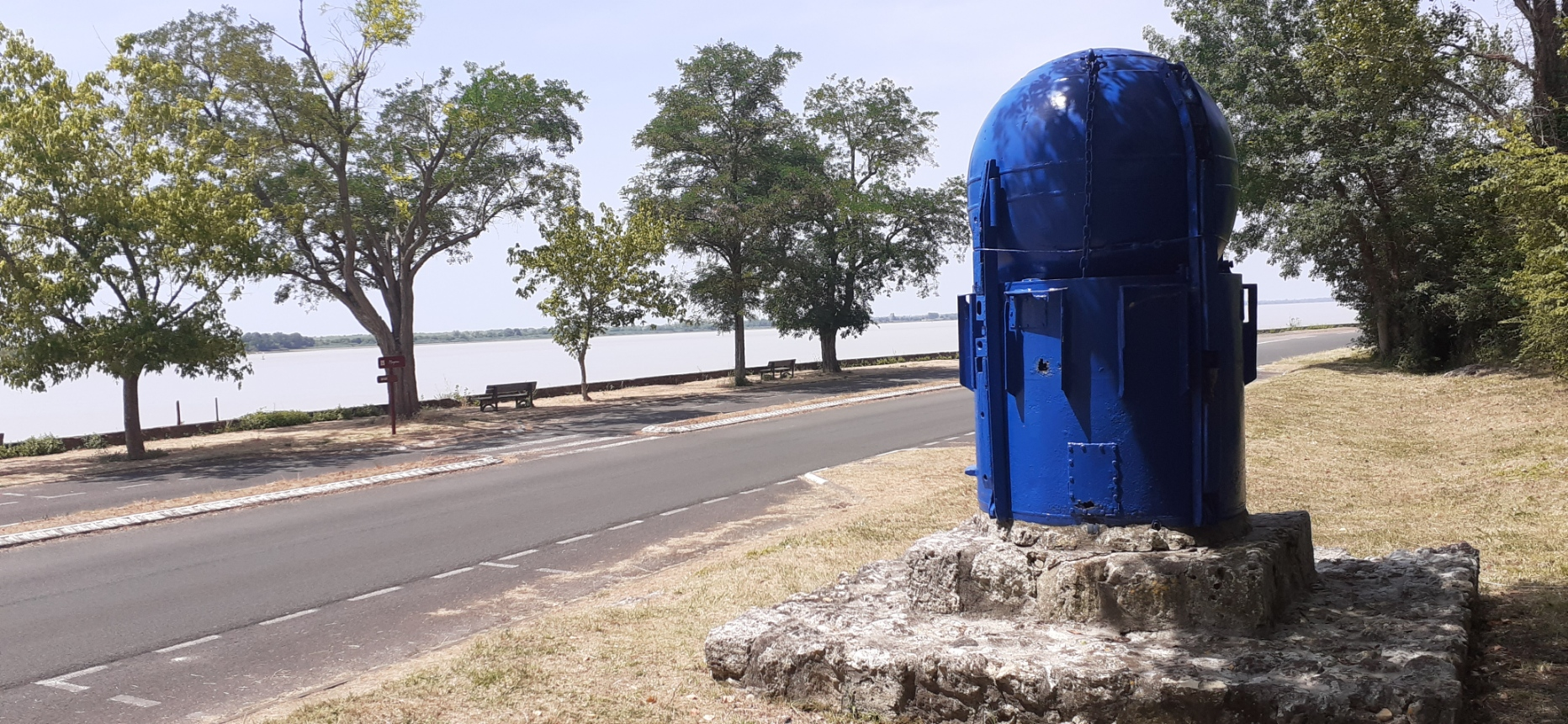
Alte Unterwassermine, 1990 bei Gauriac geborgen